# Gloria Mabel Dubner
Gloria Mabel Dubner (Chajarí, provincia de Entre Ríos, 5 de mayo de 1950) es una astrofísica argentina, exdirectora del Instituto de Astronomía y Física del Espacio (IAFE), e Investigadora Superior en el CONICET y el Instituto de Astronomía y Física del Espacio (IAFE,) siendo su área de estudio principal los restos de supernovas.

## Educación
Dubner estudió licenciatura en física y se recibió en 1974 de licenciada, por la Universidad de Buenos Aires a los 23 años, y se doctoró también en física por la Universidad Nacional de La Plata en el año 1982.

## Trayectoria profesional

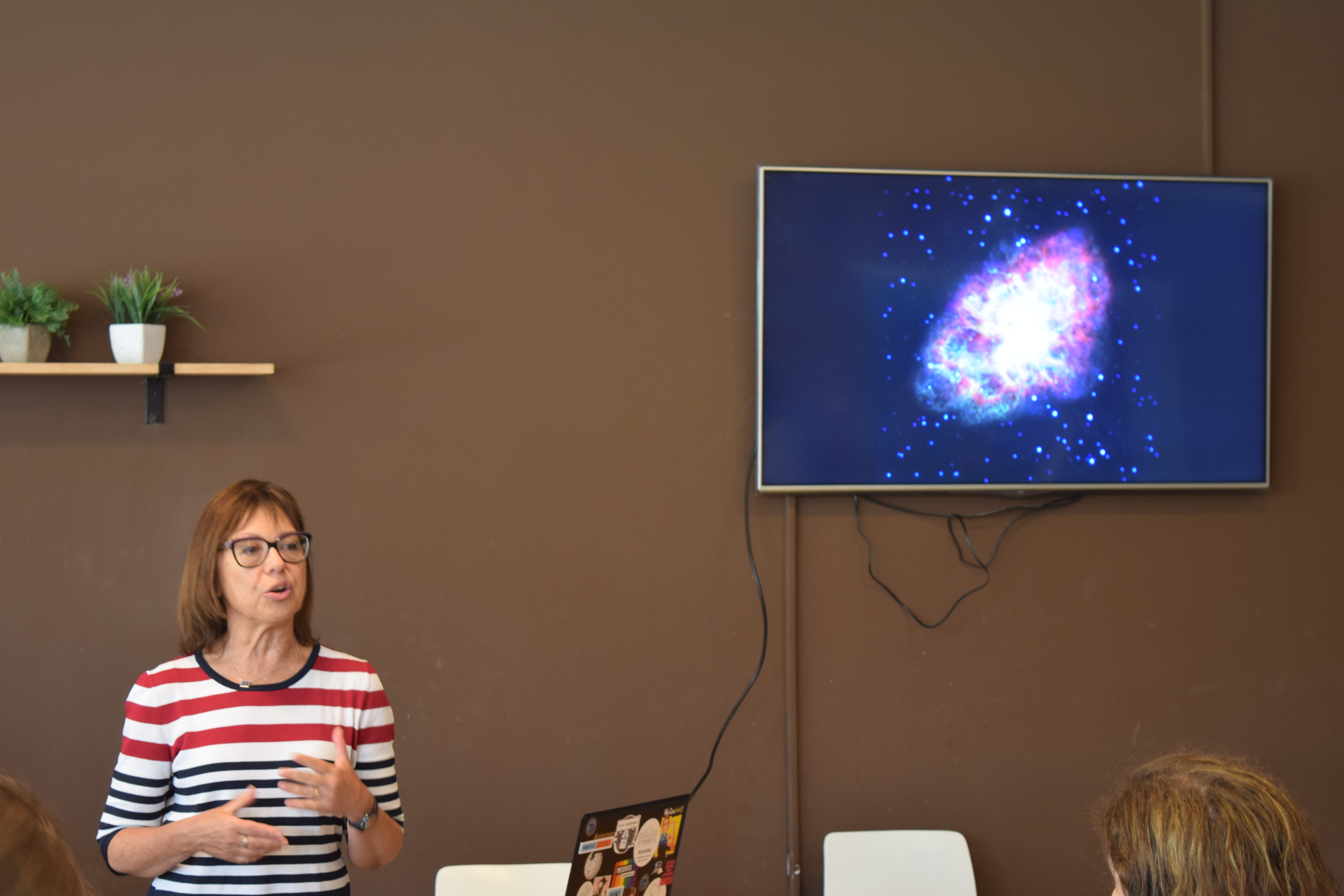
Exponiendo durante una Editatón de Wikimedia Argentina con el MinCyT 17-03-2018

Entre 1975 y 1987 trabajó en el Instituto Argentino de Radioastronomía.
En 2012 fue parte del comité organizador de la IAU para el evento internacional de Encuentro de Mujeres en Astronomía XXVIII.Y en 2013 se convirtió en la primera mujer en ser designada como investigadora superior -la categoría más alta- del Consejo Nacional de Investigaciones Científicas y Técnicas (Conicet) - Argentina, en el área de astronomía.
Es miembro activo de la Unión Astronómica Internacional, y trabaja con las divisiones "Technologies and Data Science", "High Energy Phenomena and Fundamental Physics", "Stars and Stellar Physics", "Interstellar Matter and Local Universe", "Radio Astronomy", "Massive Stars" y "Astrochemistry".
Se desempeñó como directora del grupo de Supernovas y Medio Interestelar en el Instituto de Astronomía y Física del Espacio, desde donde realizó colaboraciones con científicos internacionales y publicó sus estudios en revistas de científicas como The Astrophysical Journal Letters. Entre 2009 y 2018 también se desempeñó como Directora del IAFE.
Participó del proyecto para obtener la imagen más precisa hasta el momento de la Nebulosa del Cangrejo, utilizando las 27 antenas del Very Large Array Telescope.

## Premios y reconocimientos

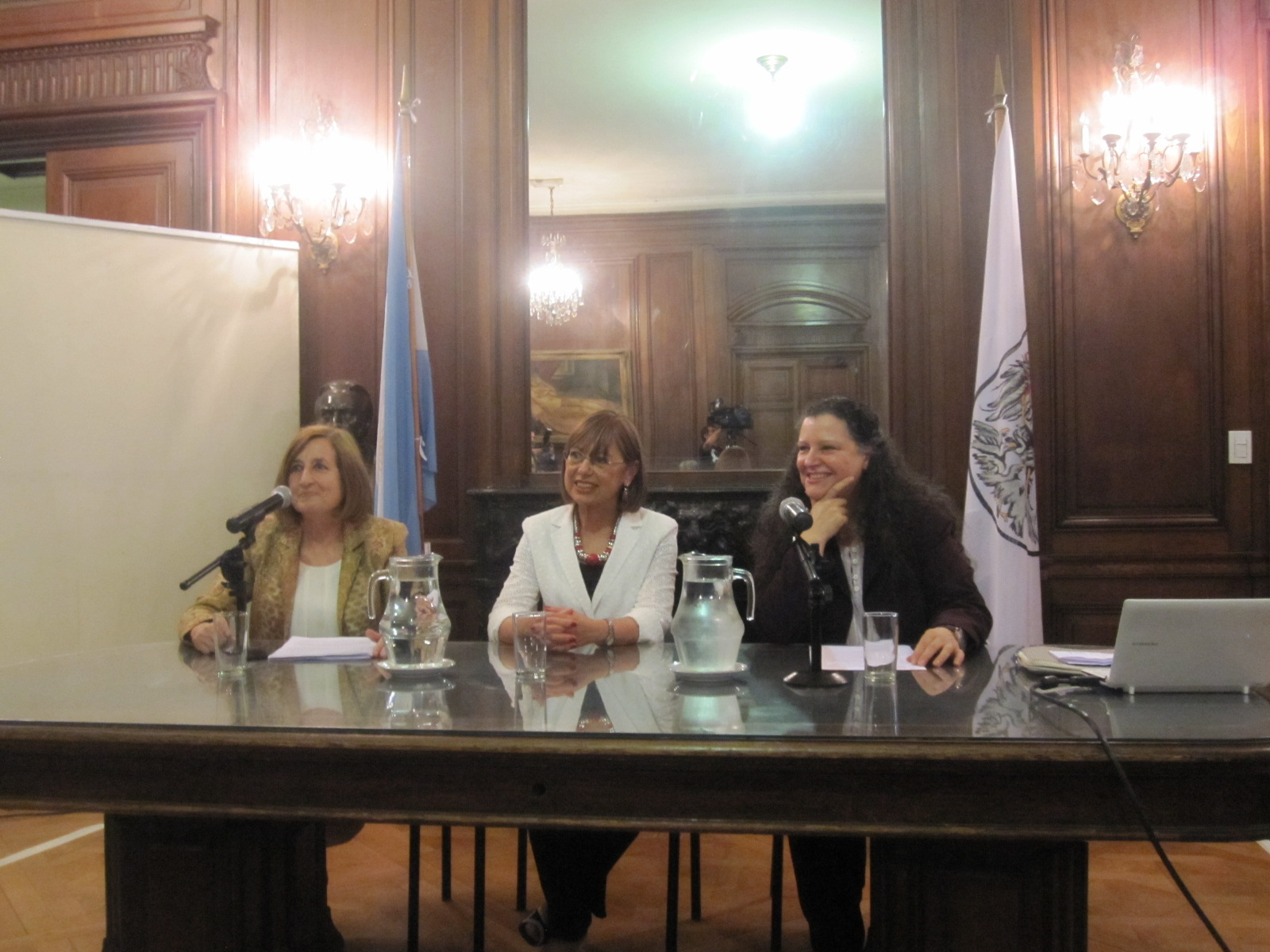
Gloria Dubner recibiendo la distinción de la Ciudad de Buenos Aires en la legislatura junto a la Dra. Silvia Rebora, Subsecretaria de Medio Ambiente de la Nación (a la izquierda) y la Dra. Diana Maffia, directora del Observatorio de Género en la Justicia (a la derecha).

- 2005: premio “Enrique Gaviola” de la Academia Nacional de Ciencias Exactas, Físicas y Naturales en Astronomía.[13]
- 2008: se designó en su nombre al asteroide 9515 1975 RA2 en honor a su trayectoria como astrofísica y por su trabajo por los derechos de las mujeres en las ciencias, pasando a llamarse desde entonces (9515) Dubner.[14][6][7][15]
- 2010: premio Universidad de Buenos Aires a la Divulgación de Contenidos Educativos en la categoría Producciones Gráficas.[13]
- 2010: declarada "Personalidad destacada en el campo de las Ciencias de la Ciudad Autónoma de Buenos Aires".[16][13]
- 2016: premio Consagración 2016 en Astronomía por la Academia Nacional de Ciencias Exactas, Físicas y Naturales.[17]
- 2023: Premio Konex - Diploma al Mérito por su trabajo en la última década en Física y Astronomía, otorgado por la Fundación Konex.[18][9]